# Bredagölen (Tvings socken, Blekinge)
Bredagölen är en sjö i Karlskrona kommun i Blekinge och ingår i Nättrabyåns huvudavrinningsområde.